# Keep It Turned On
Keep It Turned On – piąty album studyjny Ricka Astleya, wydany w Niemczech 3 grudnia 2001 roku. Album doszedł do miejsca #56 w zestawieniu German Albums Chart. To pierwszy album Astleya od czasu albumu Body and Soul z 1993 roku.
Ponieważ album nie został wydany w Wielkiej Brytanii, utwory Sleeping i Full of You pojawiły się na paru składankach jako nowe utwory.

## Lista utworów
1. „Sleeping” – 3:42
2. „Wanna Believe You” – 3:44
3. „What You See Is What You Don't Get” – 3:24
4. „Breathe” – 3:59
5. „One Night Stand” – 4:08
6. „Don't Ask” – 4:14
7. „Keep It Turned On” – 3:48
8. „Romeo Loves Juliet” – 3:41
9. „Let's Go Out Tonight” – 3:44
10. „Full of You” – 4:27
11. „Miracle” – 4:20